# Тови (Илиноис)
Тови (енгл. Tovey) град је у америчкој савезној држави Илиноис.

## Демографија
По попису из 2010. године број становника је 512, што је 4 (-0,8%) становника мање него 2000. године.
| Група             | 2000.       | 2010.       |
| Белци             | 509 (98,6%) | 504 (98,4%) |
| Афроамериканци    | 2 (0,4%)    | 2 (0,4%)    |
| Азијати           | 0 (0,0%)    | 1 (0,2%)    |
| Хиспаноамериканци | 0 (0,0%)    | 2 (0,4%)    |
| Укупно            | 516         | 512         |